# Lancheras de Cataño 2015
Questa voce raccoglie le informazioni riguardanti le Lancheras de Cataño nella stagione 2015.

## Organigramma societario
Area direttiva
- Presidente: Luis Ernesto Santini

Area tecnica
- Allenatore: Eduardo Galarza (fino a marzo), Yarelis Rodríguez (da marzo)
- Assistente allenatore: Luis Aponte (da marzo)

## Rosa
| N° | Nome                | Ruolo | Data di nascita   | Nazionalità sportiva |
| -- | ------------------- | ----- | ----------------- | -------------------- |
| 1  | Tatiana Jusino      | S/L   | 27 luglio 1990    | Porto Rico           |
| 2  | Debora Seilhamer    | L     | 10 aprile 1985    | Porto Rico           |
| 3  | Elisabeth Andino    | S     | 14 aprile 1992    | Porto Rico           |
| 4  | Tatiana Encarnación | S     | 28 luglio 1985    | Porto Rico           |
| 5  | Stephanie Massanet  | C     | 14 ottobre 1994   | Porto Rico           |
| 7  | Paola Rivera        | C     | 6 marzo 1997      | Porto Rico           |
| 8  | Sheila López        | S/O   | -                 | Porto Rico           |
| 9  | Olena Ustymenko     | S/O   | 11 ottobre 1986   | Ucraina              |
| 9  | Kristy Jaeckel      | S     | 12 ottobre 1989   | Stati Uniti          |
| 11 | Glorimar Ortega     | P     | 21 novembre 1983  | Porto Rico           |
| 11 | Caitlyn Donahue     | P     | 19 novembre 1990  | Stati Uniti          |
| 12 | Yeleishka Vázquez   | P     | 21 ottobre 1995   | Porto Rico           |
| 13 | Shirley Ferrer      | S/O   | 23 giugno 1991    | Porto Rico           |
| 14 | Lizzelle Cintrón    | C     | 5 marzo 1986      | Porto Rico           |
| 15 | Dulce Téllez        | C     | 12 settembre 1983 | Porto Rico           |

## Mercato
| Acquisti | Acquisti            | Acquisti                | Acquisti   |
| R.       | Nome                | da                      | Modalità   |
| -------- | ------------------- | ----------------------- | ---------- |
| S/L      | Tatiana Jusino      | Gigantes de Carolina    | definitivo |
| S        | Elisabeth Andino    | UVS San Juan            | definitivo |
| S        | Tatiana Encarnación | inattiva                | definitivo |
| C        | Paola Rivera        | inattiva                | definitivo |
| S/O      | Olena Ustymenko     | inattiva                | definitivo |
| P        | Yeleishka Vázquez   | Volisur Volleyball Club | definitivo |
| S/O      | Shirley Ferrer      | Orientales de Humacao   | definitivo |
| C        | Dulce Téllez        | Mets de Guaynabo        | definitivo |
| C        | Stephanie Massanet  | Western Nebraska        | definitivo |
| S/O      | Sheila López        | inattiva                | definitivo |
| P        | Caitlyn Donahue     | Sm'Aesch Pfeffingen     | definitivo |
| S        | Kristy Jaeckel      | Changas de Naranjito    | definitivo |

| Cessioni | Cessioni            | Cessioni             | Cessioni   |
| R.       | Nome                | a                    | Modalità   |
| -------- | ------------------- | -------------------- | ---------- |
| L        | Gregner Gotay       | -                    | ritirata   |
| S        | Hannah Werth        | Soverato             | definitivo |
| C        | Laudevis Marrero    | -                    | ritirata   |
| S/O      | Oneida González     | -                    | ritirata   |
| S/L      | Charlenne Domínguez | Changas de Naranjito | definitivo |
| P        | Sandraliz García    | Changas de Naranjito | definitivo |
| S/O      | Ania Ruiz           | -                    | ritirata   |
| S/O      | Gina Mambrú         | Beşiktaş             | definitivo |
| C        | Shannon Torregrosa  | -                    | ritirata   |
| P        | Glorimar Ortega     | Changas de Naranjito | definitivo |
| S/O      | Olena Ustymenko     | -                    | ritirata   |

## Risultati

### LVSF

#### Regular season
| 1ª giornata - 14 gennaio 2015 Coliseo Cosme Beitia Sálamo, Cataño          | Lancheras de Cataño   | 3 - 0 | Valencianas de Juncos | 25-23, 25-12, 26-24               |
| 2ª giornata - 16 gennaio 2015 Palacio de Recreación y Deportes, Mayagüez   | Indias de Mayagüez    | 3 - 1 | Lancheras de Cataño   | 25-16, 25-20, 18-25, 25-16        |
| 3ª giornata - 21 gennaio 2015 Coliseo Gelito Ortega, Naranjito             | Changas de Naranjito  | 3 - 2 | Lancheras de Cataño   | 25-22, 19-25, 23-25, 25-21, 15-13 |
| 4ª giornata - 24 gennaio 2015 Coliseo Cosme Beitia Sálamo, Cataño          | Lancheras de Cataño   | 1 - 3 | Criollas de Caguas    | 19-25, 25-19, 17-25, 17-25        |
| 5ª giornata - 29 gennaio 2015 Coliseo Cosme Beitia Sálamo, Cataño          | Lancheras de Cataño   | 1 - 3 | Leonas de Ponce       | 23-25, 21-25, 25-23, 13-25        |
| 6ª giornata - 1 febbraio 2015 Coliseo Guillermo Angulo, Carolina           | Gigantes de Carolina  | 3 - 0 | Lancheras de Cataño   | 25-23, 25-21, 25-15               |
| 7ª giornata - 4 febbraio 2015 Coliseo Rafael Amalbert, Juncos              | Valencianas de Juncos | 3 - 0 | Lancheras de Cataño   | 25-22, 25-21, 25-21               |
| 8ª giornata - 6 febbraio 2015 Coliseo Cosme Beitia Sálamo, Cataño          | Lancheras de Cataño   | 3 - 2 | Indias de Mayagüez    | 17-25, 19-25, 25-21, 25-23, 15-9  |
| 9ª giornata - 12 febbraio 2015 Coliseo Cosme Beitia Sálamo, Cataño         | Lancheras de Cataño   | 3 - 0 | Changas de Naranjito  | 28-26, 25-19, 25-15               |
| 10ª giornata - 14 febbraio 2015 Coliseo Héctor Solá Bezares, Caguas        | Criollas de Caguas    | 2 - 3 | Lancheras de Cataño   | 25-18, 21-25, 25-20, 19-25, 13-15 |
| 11ª giornata - 19 febbraio 2015 Coliseo Salvador Dijols, Ponce             | Leonas de Ponce       | 3 - 0 | Lancheras de Cataño   | 25-8, 26-24, 25-16                |
| 12ª giornata - 22 febbraio 2015 Coliseo Cosme Beitia Sálamo, Cataño        | Lancheras de Cataño   | 3 - 0 | Gigantes de Carolina  | 25-17, 25-18, 25-20               |
| 13ª giornata - 25 febbraio 2015 Coliseo Cosme Beitia Sálamo, Cataño        | Lancheras de Cataño   | 2 - 3 | Valencianas de Juncos | 25-18, 25-21, 16-25, 18-25, 7-15  |
| 14ª giornata - 27 febbraio 2015 Palacio de Recreación y Deportes, Mayagüez | Indias de Mayagüez    | 3 - 0 | Lancheras de Cataño   | 25-18, 25-20, 25-18               |
| 15ª giornata - 4 marzo 2015 Coliseo Cosme Beitia Sálamo, Cataño            | Lancheras de Cataño   | 0 - 3 | Criollas de Caguas    | 13-25, 8-25, 15-25                |
| 16ª giornata - 6 marzo 2015 Coliseo Gelito Ortega, Naranjito               | Changas de Naranjito  | 1 - 3 | Lancheras de Cataño   | 23-25, 20-25, 25-22, 20-25        |
| 17ª giornata - 12 marzo 2015 Coliseo Cosme Beitia Sálamo, Cataño           | Lancheras de Cataño   | 1 - 3 | Leonas de Ponce       | 20-25, 24-26, 25-15, 27-29        |
| 18ª giornata - 14 marzo 2015 Coliseo Guillermo Angulo, Carolina            | Gigantes de Carolina  | 0 - 3 | Lancheras de Cataño   | 12-25, 23-25, 15-25               |
| 19ª giornata - 18 marzo 2015 Coliseo Rafael Amalbert, Juncos               | Valencianas de Juncos | 1 - 3 | Lancheras de Cataño   | 25-17, 20-25, 24-26, 23-25        |
| 20ª giornata - 20 marzo 2015 Coliseo Cosme Beitia Sálamo, Cataño           | Lancheras de Cataño   | 0 - 3 | Indias de Mayagüez    | 24-26, 20-25, 23-25               |
| 21ª giornata - 26 marzo 2015 Coliseo Cosme Beitia Sálamo, Cataño           | Lancheras de Cataño   | 3 - 1 | Changas de Naranjito  | 25-12, 17-25, 25-13, 25-16        |
| 22ª giornata - 28 marzo 2015 Coliseo Héctor Solá Bezares, Caguas           | Criollas de Caguas    | 3 - 0 | Lancheras de Cataño   | 25-15, 25-15, 25-23               |
| 23ª giornata - 1 aprile 2015 Coliseo Salvador Dijols, Ponce                | Leonas de Ponce       | 3 - 1 | Lancheras de Cataño   | 26-24, 23-25, 25-19, 25-20        |
| 24ª giornata - 4 aprile 2015 Coliseo Cosme Beitia Sálamo, Cataño           | Lancheras de Cataño   | 3 - 1 | Gigantes de Carolina  | 22-25, 25-16, 25-19, 25-17        |

#### Play-off
| Quarti di finale (gara 2) - 8 aprile 2015 Coliseo Salvador Dijols, Ponce                 | Leonas de Ponce     | 3 - 1 | Lancheras de Cataño | 25-22, 25-19, 23-25, 25-16        |
| Quarti di finale (gara 3) - 10 aprile 2015 Palacio de Recreación y Deportes, Mayagüez    | Indias de Mayagüez  | 2 - 3 | Lancheras de Cataño | 25-17, 19-25, 25-16, 28-30, 7-15  |
| Quarti di finale (gara 5) - 13 aprile 2015 Coliseo Cosme Beitia Sálamo, Cataño           | Lancheras de Cataño | 0 - 3 | Leonas de Ponce     | 18-25, 18-25, 20-25               |
| Quarti di finale (gara 6) - 14 aprile 2015 Coliseo Cosme Beitia Sálamo, Cataño           | Lancheras de Cataño | 1 - 3 | Indias de Mayagüez  | 27-25, 23-25, 29-31, 22-25        |
| Quarti di finale (spareggio) - 16 aprile 2015 Coliseo Rebekah Colberg Cabrera, Cabo Rojo | Indias de Mayagüez  | 3 - 2 | Lancheras de Cataño | 21-25, 25-27, 25-15, 25-19, 15-13 |

## Statistiche

### Statistiche di squadra
| Competizione | Punti | In casa | In casa | In casa | In trasferta | In trasferta | In trasferta | Totale | Totale | Totale |
| Competizione | Punti | G       | V       | P       | G            | V            | P            | G      | V      | P      |
| ------------ | ----- | ------- | ------- | ------- | ------------ | ------------ | ------------ | ------ | ------ | ------ |
| LVSF         | 30    | 15      | 6       | 9       | 15           | 5            | 10           | 30     | 11     | 19     |
| Totale       | -     | 15      | 6       | 9       | 15           | 5            | 10           | 30     | 11     | 19     |

G = partite giocate; V = partite vinte; P = partite perse